# Baddoch Burn
Der Baddoch Burn ist ein Bach in der schottischen Council Area Aberdeenshire.

## Beschreibung
Der Baddoch Burn entspringt im Zentrum der Grampian Mountains am Nordhang des Carn a’ Chlarsaich im Südwesten Aberdeenshires nahe der Grenze zur benachbarten Council Area Perth and Kinross beziehungsweise der traditionellen Grafschaft Perthshire. Ein ein kurzes Stück westlich entspringender Bach zählt zu den Quellbächen des Ey Burn, der ebenfalls über den Dee in die Nordsee entwässert. Auf den ersten drei Kilometern fließt der Baddoch Burn vornehmlich in östlicher Richtung ab, um dann nach Nordosten abzudrehen. Auf seinem etwa 9,5 Kilometer langen Lauf nimmt der Baddoch Burn verschiedene Bäche auf, darunter den aus Loch Vrotachan abfließenden Allt Loch Vrotachan, der von rechts einmündet. Rund acht Kilometer südlich von Braemar mündet der Baddoch Burn von links in das Clunie Water, das bei Braemar in den Dee mündet.
Das Einzugsgebiet des Baddoch Burns umfasst 2260 Hektar. Als Gestein stehen im Wesentlichen Quarzit und Schiefer an. An einem Wehr ein kurzes Stück vor der Mündung auf 415 Metern Höhe befindet sich eine Wassermessstation. Die Ufer des Baddoch Burn sind heute unbesiedelt. Am rechten Ufer des Unterlaufs finden sich jedoch Reste einer landwirtschaftlichen Siedlung aus regional typischen Langhäusern.

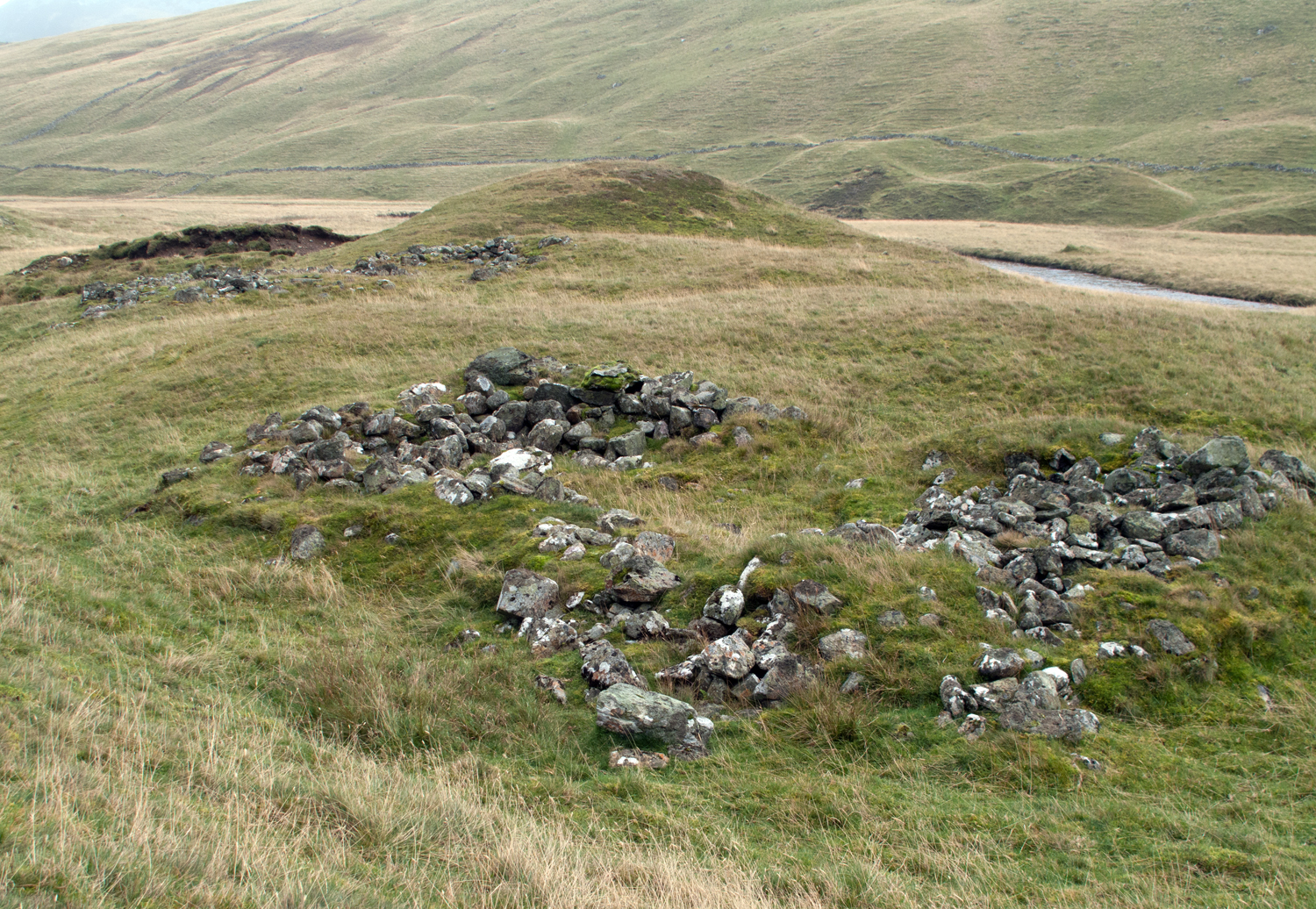
Siedlungsreste am Baddoch Burn
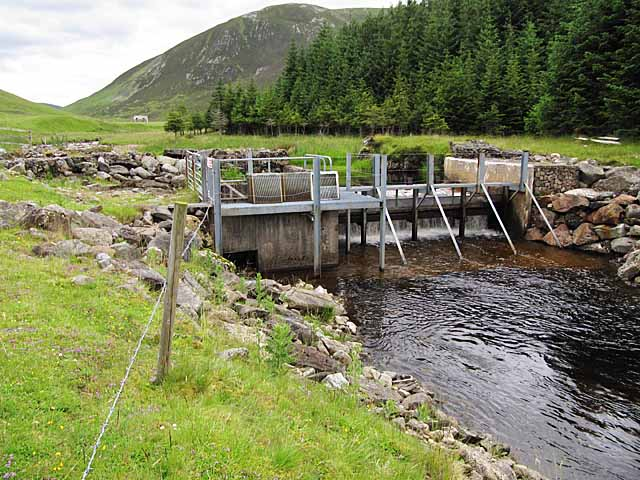
Wehr nahe der Mündung
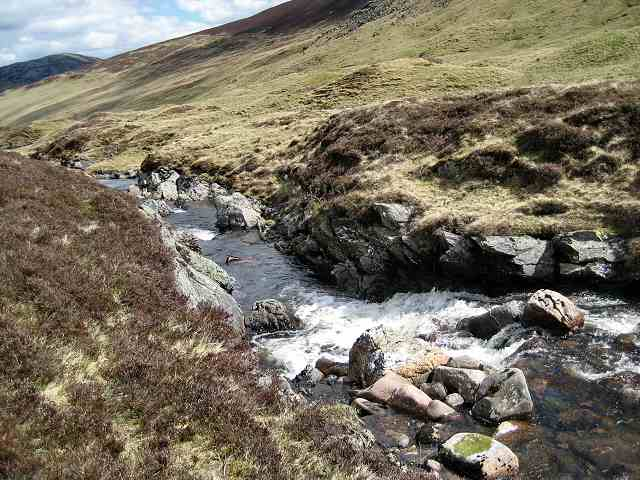
Wasserfall entlang des Oberlaufs